# Lista de vice-governadores de Goiás
Esta é uma lista de vice-governadores do estado de Goiás no pós-Estado Novo.
| O.H | Incumbente                  | Incumbente | Incumbente | Início do mandato       | Fim do mandato          | Partido | Titular                  | Cidade onde nasceu      | UF             | Notas de rodapé        | Referências          |
| --- | --------------------------- | --- | --- | ----------------------- | ----------------------- | ------- | ------------------------ | ----------------------- | -------------- | ---------------------- | -------------------- |
| 1   |                             | Hosanah de Campos Guimarães | | 22 de março de 1947     | 30 de junho de 1950     | UDN     | Coimbra Bueno            | Planaltina              | Goiás          | [ nota 1 ] [ nota 2 ]  | [ 2 ] [ 3 ]          |
| —   |                             | Cargo vago devido assunção do vice à Governadoria estadual.                                                                       | Cargo vago devido assunção do vice à Governadoria estadual.                                                                       | 30 de junho de 1950     | 31 de janeiro de 1951   |         |                          |                         |                |                        |                      |
| 2   |                             | Jonas Ferreira Alves Duarte | | 31 de janeiro de 1951   | 1º de julho de 1954     | PSD     | Pedro Ludovico Teixeira  | Cachoeiro de Itapemirim | Espírito Santo | [ nota 2 ] [ nota 3 ]  | [ 4 ]                |
| —   |                             | Cargo vago devido assunção do vice à Governadoria estadual.                                                                       | Cargo vago devido assunção do vice à Governadoria estadual.                                                                       | 1º de julho de 1954     | 31 de janeiro de 1955   |         |                          |                         |                |                        |                      |
| 3   |                             | Bernardo Sayão Carvalho Araújo | | 31 de janeiro de 1955   | 31 de janeiro de 1959   | PSD     | José Ludovico de Almeida | Rio de Janeiro          | Rio de Janeiro | [ nota 3 ]             | [ 5 ]                |
| 4   |                             | João de Abreu | | 31 de janeiro de 1959   | 31 de janeiro de 1961   | PSP     | José Feliciano Ferreira  | Taguatinga              | Tocantins      | [ nota 3 ] [ nota 4 ]  | [ 6 ]                |
| 5   |                             | Antônio Rezende Monteiro | | 31 de janeiro de 1961   | 31 de janeiro de 1963   | PTB     | Mauro Borges Teixeira    | Caiapônia               | Goiás          | [ nota 3 ] [ nota 5 ]  | [ 7 ] [ 8 ]          |
| —   |                             | Cargo vago devido renúncia do vice-governador. Dois interventores foram nomeados em sucessão ao titular deposto, ambos sem vices. | Cargo vago devido renúncia do vice-governador. Dois interventores foram nomeados em sucessão ao titular deposto, ambos sem vices. | 31 de janeiro de 1963   | 31 de janeiro de 1966   |         |                          |                         |                |                        |                      |
| 6   |                             | Osires Teixeira | | 31 de janeiro de 1966   | 31 de janeiro de 1971   | PTB     | Otávio Lage de Siqueira  | Santa Cruz de Goiás     | Goiás          | [ nota 3 ] [ nota 6 ]  | [ 9 ] [ 10 ]         |
| —   |                             | Cargo vago devido renúncia do vice-governador.                                                                                    | Cargo vago devido renúncia do vice-governador.                                                                                    | 31 de janeiro de 1971   | 15 de março de 1971     |         |                          |                         |                |                        |                      |
| 7   |                             | Ursulino Tavares Leão | | 15 de março de 1971     | 15 de março de 1975     | ARENA   | Leonino Caiado           | Crixás                  | Goiás          |                        | [ 11 ]               |
| 8   | José Luís Bittencourt       | | 15 de março de 1975 | 15 de março de 1979     | Irapuan Costa Júnior    | ARENA   | Aracaju                  | Sergipe                 |                | [ 12 ] [ 13 ]          |                      |
| 9   | Rui Brasil Cavalcanti       | | 15 de março de 1979 | 15 de março de 1983     | Ary Ribeiro Valadão     | ARENA   | Santa Cruz de Goiás      | Goiás                   |                | [ 14 ] [ 15 ]          |                      |
| 10  |                             | Onofre Quinan | | 15 de março de 1983     | 14 de fevereiro de 1986 | PMDB    | Iris Rezende             | Vianópolis              | Goiás          | [ nota 2 ]             | [ 16 ] [ 17 ]        |
| —   |                             | Cargo vago devido assunção do vice à Governadoria estadual.                                                                       | Cargo vago devido assunção do vice à Governadoria estadual.                                                                       | 14 de fevereiro de 1986 | 15 de março de 1987     |         |                          |                         |                |                        |                      |
| 11  |                             | Joaquim Domingos Roriz | | 15 de março de 1987     | 1º de janeiro de 1991   | PMDB    | Henrique Santillo        | Luziânia                | Goiás          | [ nota 7 ] [ nota 8 ]  | [ 18 ] [ 19 ] [ 20 ] |
| 12  | Luís Alberto Maguito Vilela | | 15 de março de 1991 | 2 de abril de 1994      | Iris Rezende            | PMDB    | Jataí                    | Goiás                   | [ nota 9 ]     | [ 21 ] [ 22 ]          |                      |
| —   |                             | Cargo vago devido assunção do vice à Governadoria estadual.                                                                       | Cargo vago devido assunção do vice à Governadoria estadual.                                                                       | 2 de abril de 1994      | 1º de janeiro de 1995   |         |                          |                         |                |                        |                      |
| 13  |                             | Naphtali Alves de Souza | | 1º de janeiro de 1995   | 3 de abril de 1998      | PMDB    | Maguito Vilela           | Morrinhos               | Goiás          | [ nota 2 ]             | [ 23 ]               |
| —   |                             | Cargo vago devido assunção do vice à Governadoria estadual.                                                                       | Cargo vago devido assunção do vice à Governadoria estadual.                                                                       | 3 de abril de 1998      | 1º de janeiro de 1999   |         |                          |                         |                |                        |                      |
| 14  |                             | Alcides Rodrigues Filho | | 1º de janeiro de 1999   | 1º de janeiro de 2003   | PP      | Marconi Perillo          | Santa Helena de Goiás   | Goiás          | [ nota 10 ] [ nota 2 ] | [ 24 ]               |
| 14  | 1º de janeiro de 2003       | Alcides Rodrigues Filho | 31 de março de 2006 |                         |                         | PP      | Marconi Perillo          | Santa Helena de Goiás   | Goiás          | [ nota 10 ] [ nota 2 ] | [ 24 ]               |
| —   |                             | Cargo vago devido assunção do vice à Governadoria estadual.                                                                       | Cargo vago devido assunção do vice à Governadoria estadual.                                                                       | 31 de março de 2006     | 1º de janeiro de 2007   |         |                          |                         |                |                        |                      |
| 15  |                             | Ademir de Oliveira Meneses | | 1º de janeiro de 2007   | 1º de janeiro de 2011   | PR      | Alcides Rodrigues        | Itapuranga              | Goiás          |                        | [ 25 ]               |
| 16  |                             | José Eliton de Figuêredo Júnior                                                                                                   | | 1º de janeiro de 2011   | 1º de janeiro de 2015   | PSDB    | Marconi Perillo          | Rio Verde               | Goiás          |                        |                      |
| 16  | 1º de janeiro de 2015       | José Eliton de Figuêredo Júnior                                                                                                   | 6 de abril de 2018 | [ nota 10 ] [ nota 2 ]  |                         | PSDB    | Marconi Perillo          | Rio Verde               | Goiás          |                        |                      |
| —   |                             | Cargo vago devido assunção do vice à Governadoria estadual.                                                                       | Cargo vago devido assunção do vice à Governadoria estadual.                                                                       | 6 de abril de 2018      | 1º de janeiro de 2019   |         |                          |                         |                |                        |                      |
| 17  |                             | Lincoln Tejota Graziane Pereira da Rocha                                                                                          | | 1º de janeiro de 2019   | 1º de janeiro de 2023   | PROS    | Ronaldo Caiado           | Goiânia                 | Goiás          |                        | [ 26 ]               |
| 18  |                             | Daniel Elias Carvalho Vilela | | 1º de janeiro de 2023   | em exercício            | MDB     | Ronaldo Caiado           | Jataí                   | Goiás          |                        |                      |

Legenda
| Cor     | Significado                                                                                |
| Verde   | Mandatários eleitos por votação direta ou indireta (por escolha da Assembleia Legislativa) |
| Amarelo | Mandatários eleitos indiretamente segundo as regras do Ditadura Militar de 1964            |